# Christoph von Nellenburg-Tengen
Christoph von Nellenburg-Tengen auch genannt der Große Graf Christoph (* vor 1495; † 12. Februar 1539 auf der Burg Wehrstein) war ein Graf und Erbe der Grafen von Nellenburg, Herr zu Tengen mit der Grafschaft Tengen und Herr zu Wehrstein.

## Leben
Christoph war ein äußerst stattlicher Mann und sein Gewicht soll etwa 5 Zentner (250 kg) betragen haben. Kaiser Karl V. wollte dies mit eigenen Augen sehen, er hatte an seinem Hof den Größten und den Kleinsten Mann seiner Zeit und wollte daher auch den schwersten Mann und lud ihn zum Reichstag 1530 nach Augsburg ein. Als Dank bat der Kaiser Graf Rudolf von Sulz, Graf Christoph für ein Jahr befristet das Hofrichteramt in Rottweil als Statthalter zu überlassen, von Graf Wilhelm von Fürstenberg erhielt er für diese Zeit die Hohe Jagd im Kinzigtal.
Friedrich Hagenauer schuf um 1530 ein Holzmodell (Bayerisches Nationalmuseum) mit dem Brustbild des Grafen Christoph zu einer Medaille.

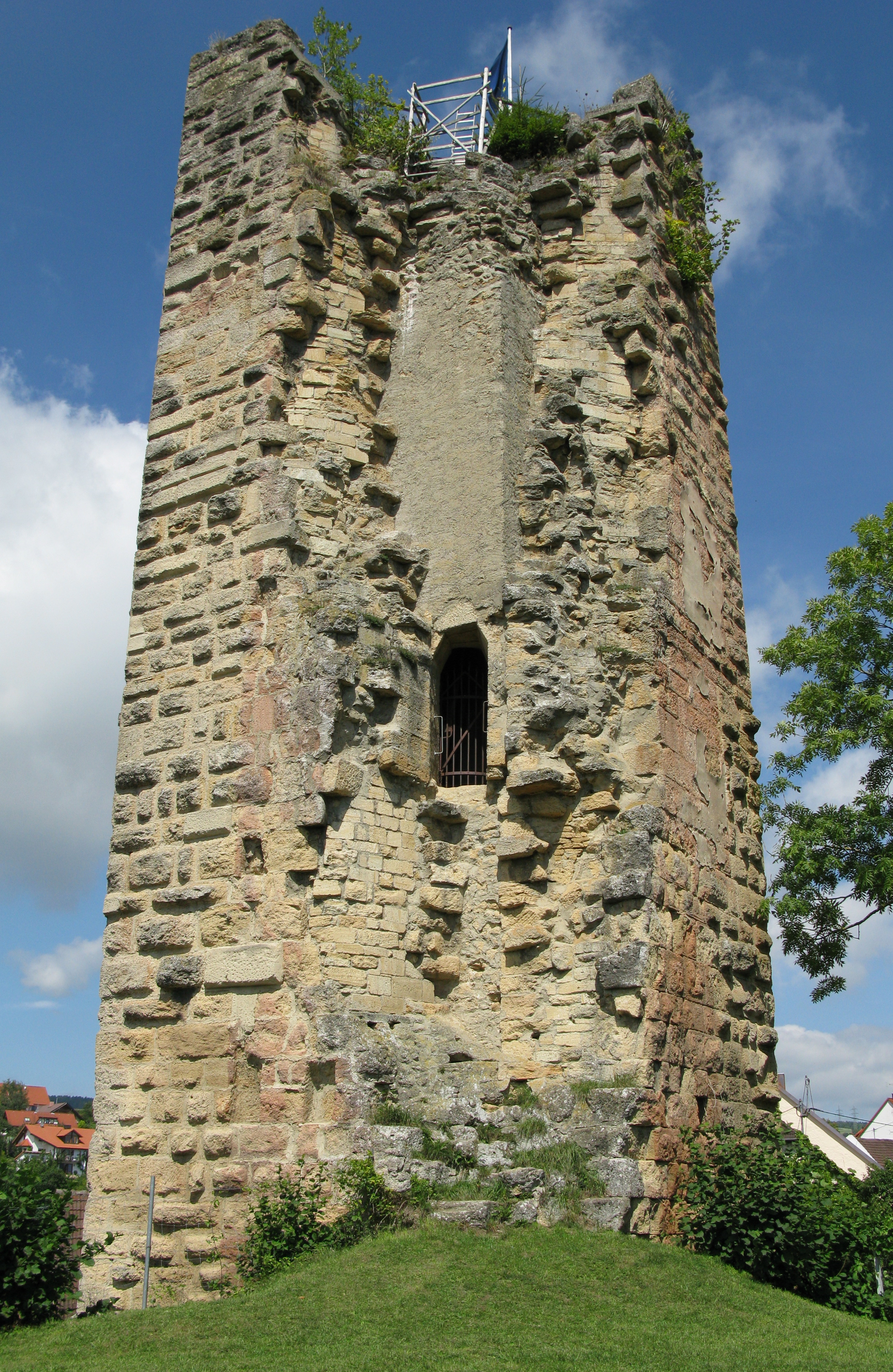
Der Turm der Hinterburg Tengen

Die Zimmerische Chronik berichtet mehrfach über ihn, auch wie er auf seiner Burg in Tengen, der Hinteren Burg Tengen lebte. Graf Gottfried Werner von Zimmern wurde nach Graf Christophs Tod Vormund seiner minderjährigen Kinder und kam deshalb in Konflikt mit den Hohenzollern. Nach dem nächtlichen Brand des Schlossbaus der Burg Hinter Tengen 1519, bei dem die letzten Urkunden der Nellenburger vernichtet wurden und den er als einziger bemerkte und seinen Leuten das Leben rettete, hielt er sich in Radolfzell auf. 1522 verkaufte er die Burg Hintertengen an Kaiser Karl V. und dessen Bruder König Ferdinand I. für 8353 Mark Silber. Die Herrschaft Tengen fiel später als Reichslehen wieder an Österreich zurück. 1528 erwarb er mit dem Erlös aus dem Verkauf der Herrschaft Tengen die Herrschaft Wehrstein und Fischingen mit der Burg Wehrstein von Graf Joachim von Zollern. Er wurde (bei seinen Frauen) in der Kirche zu Empfingen bestattet.

## Anekdote
Der schwergewichtige Graf Christoph warb um die Gräfin Helena von Zollern. Nachdem ihre beiden Schwestern sich verheiratet hatten, wollte auch sie nicht länger im Kloster verbleiben. Um die junge Dame holtselig zu machen, zog Graf Christoph mit Trommelschlägern und Sackpfeifern nach Haigerloch auf die gegenüberliegende Talseite gegenüber der Burg Wehrstein. Und es zeigte Erfolg. Später auf der Hochzeit sorgte sich ein Vetter um die zarte Braut, er sagte ihr, sie könne leicht Schaden nehmen bei einem so ungefügen und großen Mann, leicht könne sie erdrückt werden… Sie antwortete jedoch gleichwohl: Herr Vetter, ir sollt euch das nit so hoch verwundern lassen, seitmals wir das ußer gewisser erfahnus haben, das kain Maus, wie klain sie ouch ist, under ainem großen hewschochen erstickt: er soll sich nicht wundern, es sei noch keine Maus, auch sei sie noch so klein, je unter einem Heuhaufen erstickt.

## Familie
Sein Vater war Graf Eberhard VIII. von Tengen-Nellenburg und seine Mutter war Adelheid von Montfort (* 1470); er war zweimal verheiratet:
- 1. ⚭ 1495 mit Ehrentraud von Staufen hatte er die Kinder:
  - Georg von Tengen
  - Christoph Ludwig von Tengen und Nellenburg ⚭ Anna von Kyburg
  - Konrad von Tengen († jung, bestattet in Empfingen)
  - Eberhard von Tengen († jung, bestattet in Empfingen)
  - Maria Salome von Tengen und Nellenburg (* um 1520) ⚭ Freiherr Adam von Wolfstein zu Sulzburg

- 2. ⚭ (23. August 1531) mit Helena Eleonore von Zollern hatte er die Kinder:
  - Oswald von Tengen
  - Christoph Ladislaus von Tengen
  - Eberhard von Tengen und Nellenburg ⚭ Anna von Limpurg-Gaildorf